# Anthony Nunn
Anthony Nunn (Hambleton, Inglaterra; 24 de mayo de 1927 – 7 de mayo de 2025) fue un jugador de hockey sobre hierba británico.

## Carrera
tuvo una única aparición en los Juegos Olímpicos, la cual fue en Helsinki 1952 donde vencieron en cuartos de final a Bélgica, perdieron en semifinales contra India y en el partido por la medalla de bronce vencieron a Pakistán.